# Associazione Calcio Reggiana 1992-1993
Questa voce raccoglie le informazioni riguardanti l'Associazione Calcio Reggiana nelle competizioni ufficiali della stagione 1992-1993.

## La stagione
Nella stagione 1992-1993 la Reggiana di Pippo Marchioro pare indebolita dalle cessioni di Fabrizio Ravanelli (alla Juventus), di Massimo Paganin (al Brescia), di Nico Facciolo (alla Triestina) mentre capitan Walter De Vecchi appende le scarpe al chiodo. Arrivano giocatori di categoria: Mauro Picasso (dal Foggia), Paolo Sacchetti (dal Messina), il portiere Luca Bucci (di proprietà del Parma, ma il campionato precedente alla Casertana), ma anche dalla serie C, come Giuseppe Accardi (dall'Alessandria) e Gian Franco Parlato (dalla Sambenedettese).
Poi il centravanti Marco Pacione (ex Venezia, ma da un anno fermo perché giudicato non abile al gioco del calcio per via di una deformazione dell'anca). Sembra un'avventura. Ma la Reggiana, dopo il pareggio interno col Verona alla prima, si proietta ben presto nelle zone alte della classifica.
Dopo le vittorie interne col Venezia e il Cesena i granata sono primi in classifica. La squadra di Marchioro, dopo l'ennesimo exploit di Pisa del 10 gennaio del 1993, alla penultima di andata (1-0) con gol di Sacchetti e con la porta inviolata grazie ai miracoli di Bucci, pare irraggiungibile. Nel ritorno i granata amministrano il vantaggio e la promozione matematica arriva dopo il pareggio di Cesena (1-1) del 16 maggio del 1993 e viene festeggiata al Mirabello la settimana seguente nella gara col Padova. Poi la festa si trasferisce in tutta la città per la prima promozione della Reggiana in serie A a girone unico, (negli anni venti la massima divisione era a più gironi). Nella Coppa Italia i granata nel primo turno in gara unica superano l'Avellino ai rigori, nel secondo turno sono usciti dal torneo per mano dell'Inter.

## Divise e sponsor
| Prima divisa |

## Rosa
| N. |                   | Ruolo | Calciatore           |
| -- | ----------------- | ----- | -------------------- |
|    | Italia (bandiera) | D     | Giuseppe Accardi     |
|    | Italia (bandiera) | P     | Luca Bucci           |
|    | Italia (bandiera) | C     | Gianluca Cherubini   |
|    | Italia (bandiera) | D     | Massimiliano Corrado |
|    | Italia (bandiera) | A     | Franco De Falco      |
|    | Italia (bandiera) | C     | Loris Dominissini    |
|    | Italia (bandiera) | A     | Nunzio Falco         |
|    | Italia (bandiera) | D     | Gianluca Francesconi |
|    | Italia (bandiera) | D     | Marco Monti          |
|    | Italia (bandiera) | A     | Dario Morello        |

| N. |                   | Ruolo | Calciatore         |
| -- | ----------------- | ----- | ------------------ |
|    | Italia (bandiera) | A     | Marco Pacione      |
|    | Italia (bandiera) | D     | Gianfranco Parlato |
|    | Italia (bandiera) | C     | Mauro Picasso      |
|    | Italia (bandiera) | C     | Paolo Sacchetti    |
|    | Italia (bandiera) | P     | Andrea Sardini     |
|    | Italia (bandiera) | C     | Giuseppe Scienza   |
|    | Italia (bandiera) | C     | Eugenio Sgarbossa  |
|    | Italia (bandiera) | C     | Davide Zannoni     |
|    | Italia (bandiera) | C     | Michele Zanutta    |

## Risultati

### Campionato

#### Girone di andata
| Reggio Emilia 6 settembre 1992 1ª giornata | Reggiana           | 0 – 0 | Verona | Stadio Mirabello\| Arbitro: \| Stafoggia (Pesaro) \| |
| Arbitro:                                   | Stafoggia (Pesaro) |       |        |                                                      |

| Bari 13 settembre 1992 2ª giornata | Bari            | 0 – 0 | Reggiana | Stadio San Nicola\| Arbitro: \| Cesari (Genova) \| |
| Arbitro:                           | Cesari (Genova) |       |          |                                                    |

| Arbitro: | Brignoccoli (Ancona) |

|                          |           |  |
| De Falco 52’ Scienza 82’ | Marcatori |  |

| Arbitro: | Boggi (Salerno) |

|  |           |                              |
|  | Marcatori | 70’ Scienza 80’ P. Sacchetti |

| Arbitro: | Luci (Firenze) |

|                                    |           |  |
| Scienza 17’, 90’ De Falco 91’, 92’ | Marcatori |  |

| Arbitro: | Beschin (Legnago) |

|               |           |                         |
| Provitali 60’ | Marcatori | 89’ (rig.) P. Sacchetti |

| Arbitro: | Mughetti (Cesena) |

|                  |           |  |
| P. Sacchetti 91’ | Marcatori |  |

| Arbitro: | Nicchi (Arezzo) |

|                           |           |                          |
| Bertuccelli 5’ Soncin 39’ | Marcatori | 34’ Accardi 88’ De Falco |

| Arbitro: | Quartuccio (Torre Annunziata) |

|                                           |           |                 |
| P. Sacchetti 20’ (rig.) Giusti 36’ (aut.) | Marcatori | 47’ (rig.) Paci |

| Ascoli Piceno 8 novembre 1992 10ª giornata | Ascoli               | 0 – 0 | Reggiana | Stadio Cino e Lillo Del Duca\| Arbitro: \| Trentalange (Torino) \| |
| Arbitro:                                   | Trentalange (Torino) |       |          |                                                                    |

| Cosenza 15 novembre 1992 11ª giornata | Cosenza                   | 0 – 0 | Reggiana | Stadio San Vito\| Arbitro: \| Merlino (Torre del Greco) \| |
| Arbitro:                              | Merlino (Torre del Greco) |       |          |                                                            |

| Arbitro: | Felicani (Bologna) |

|                                       |           |  |
| Scienza 53’ Sgarbossa 59’ Zannoni 88’ | Marcatori |  |

| Arbitro: | Chiesa (Milano) |

|  |           |             |
|  | Marcatori | 48’ Picasso |

| Arbitro: | Pairetto (Torino) |

|                  |           |  |
| Pacione 49’, 63’ | Marcatori |  |

| Arbitro: | Fucci (Salerno) |

|             |           |  |
| Pacione 61’ | Marcatori |  |

| Padova 20 dicembre 1992 16ª giornata | Padova             | 0 – 0 | Reggiana | Stadio Silvio Appiani\| Arbitro: \| Rodomonti (Teramo) \| |
| Arbitro:                             | Rodomonti (Teramo) |       |          |                                                           |

| Arbitro: | Arena (Ercolano) |

|                                     |           |             |
| Pacione 74’ P. Sacchetti 79’ (rig.) | Marcatori | 88’ Pedroni |

| Arbitro: | Bazzoli (Merano) |

|  |           |                  |
|  | Marcatori | 49’ P. Sacchetti |

| Arbitro: | Bolognino (Milano) |

|                            |           |  |
| Pacione 23’ D. Morello 41’ | Marcatori |  |

#### Girone di ritorno
| Arbitro: | Baldas (Trieste) |

|                |           |  |
| Piovanelli 52’ | Marcatori |  |

| Arbitro: | Dinelli (Lucca) |

|                              |           |             |
| Pacione 57’ P. Sacchetti 62’ | Marcatori | 41’ Alessio |

| Monza 7 febbraio 1993 22ª giornata | Monza         | 0 – 0 | Reggiana | Stadio Brianteo\| Arbitro: \| Rosica (Roma) \| |
| Arbitro:                           | Rosica (Roma) |       |          |                                                |

| Reggio Emilia 21 febbraio 1993 23ª giornata | Reggiana                    | 0 – 0 | Lecce | Stadio Mirabello\| Arbitro: \| Cinciripini (Ascoli Piceno) \| |
| Arbitro:                                    | Cinciripini (Ascoli Piceno) |       |       |                                                               |

| Bologna 28 febbraio 1993 24ª giornata | Bologna          | 0 – 0 | Reggiana | Stadio Renato Dall'Ara\| Arbitro: \| Cardona (Milano) \| |
| Arbitro:                              | Cardona (Milano) |       |          |                                                          |

| Arbitro: | Brignoccoli (Ancona) |

|             |           |  |
| Corrado 64’ | Marcatori |  |

| Arbitro: | Chiesa (Milano) |

|             |           |             |
| Piovani 14’ | Marcatori | 83’ Zanutta |

| Arbitro: | Bolognino (Milano) |

|             |           |  |
| Parlato 83’ | Marcatori |  |

| Arbitro: | Borriello (Mantova) |

|                               |           |           |
| Di Francesco 10’ Rastelli 20’ | Marcatori | 75’ Falco |

| Reggio Emilia 10 aprile 1993 29ª giornata | Reggiana        | 0 – 0 | Ascoli | Stadio Mirabello\| Arbitro: \| Braschi (Prato) \| |
| Arbitro:                                  | Braschi (Prato) |       |        |                                                   |

| Arbitro: | Pairetto (Torino) |

|                           |           |  |
| Picasso 5’ D. Morello 62’ | Marcatori |  |

| Arbitro: | Stafoggia (Pesaro) |

|            |           |                  |
| Ciocci 73’ | Marcatori | 33’ P. Sacchetti |

| Arbitro: | Franceschini (Bari) |

|                  |           |           |
| Scienza 42’, 79’ | Marcatori | 60’ Fiori |

| Arbitro: | Racalbuto (Gallarate) |

|  |           |             |
|  | Marcatori | 54’ Pacione |

| Arbitro: | Felicani (Bologna) |

|            |           |                  |
| Hubner 78’ | Marcatori | 43’ P. Sacchetti |

| Arbitro: | Nicchi (Arezzo) |

|                |           |            |
| D. Morello 30’ | Marcatori | 55’ Longhi |

| Cremona 30 maggio 1993 36ª giornata | Cremonese     | 0 – 0 | Reggiana | Stadio Giovanni Zini\| Arbitro: \| Rosica (Roma) \| |
| Arbitro:                            | Rosica (Roma) |       |          |                                                     |

| Arbitro: | Borriello (Mantova) |

|             |           |               |
| Zannoni 90’ | Marcatori | 35’ Scarafoni |

| Arbitro: | Rodomonti (Teramo) |

|                |           |  |
| Insanguine 79’ | Marcatori |  |

## Coppa Italia
| Arbitro: | Franceschini (Bari) |

|                                      |                      |                                      |
| Bertuccelli Levanto Paradiso Catelli | Tiri di rigore 2 – 4 | P. Sacchetti Scienza Zanutta Picasso |

| Arbitro: | Cinciripini (Ascoli Piceno) |

|                                        |           |                               |
| Sgarbossa 10’ Pacione 45’ De Falco 90’ | Marcatori | 15’, 23’, 49’ Pancev 30’ Sosa |

| Arbitro: | Bazzoli (Merano) |

|                                             |           |                                         |
| Pancev 6’, 25’ Schillaci 60’ A. Bianchi 90’ | Marcatori | 34’ Francesconi 68’ (rig.) P. Benedetti |